# 松島進

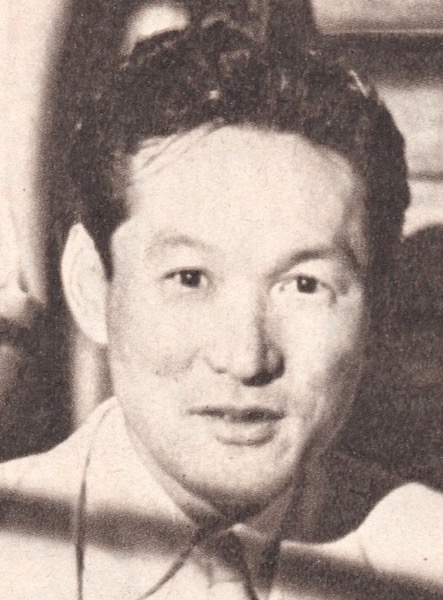
1956年

松島 進（まつしますすむ、1913年1月5日 - 2009年）は 女性、ファッション写真、およびヌード肖像画で有名であった日本人写真家。 

## 略歴
東京の牛込生まれ。1930年、東京高等工芸学校（後の千葉大学工学部画像工学科、現総合工学科デザインコース情報コミュニケーション教育研究領域）に入学し、写真を学ぶ。そこでは、大束元がフェロー学生であった。1933年に卒業後、時事新報社に入社したが、間もなく退社して日活に移り、多摩川撮影所でスチルカメラマンを務める。女性写真の第一人者として活躍した。写真家として雑誌「写真タイムズ」や写真雑誌などに投稿していた。 
1948年、「写真家集団」を松木不二夫、尾崎三吉らと創立し、精力的に活動を続けた。主宰する研究会で田中光常を指導した。1950年、日本写真家協会結成に携わり、初の名誉会員になる。このほか、日本写真作家協会の名誉会員や、東京写真専門学院（現：専門学校東京ビジュアルアーツ）で名誉校長の職に就いた。 
2009年、週刊平凡パンチで「松島進 追悼グラビア」が打たれた。

## 個展
- 第1回松島進女性写真展松島進第1回松島進女性写真展  （1952年） [3]
- 松島進松島進女性写真教室（1969年）

## 刊行物
- 『女性撮影の実際 』アミコ出版社、1951年
- 『女性美の寫し方』大泉書店、1951年
- 『若い女性のヌード：色の36枚』（三世新社、1968年）ポートフォリオ。
- 共著『ポートレート・ヌード・フォトグラフイ』（松島進フォトスタジオ、1979年）
- 『アート・フォルム：70人のモデルによる裸婦ポーズ』（エルテ出版、1990年）ISBN 4-87199-020-6
- 『スターポートレート集 ポートレート スターポートレート集』[4]
- 『ヌードフォルム』